# John McMartin
 (juillet 2016).
Si vous disposez d'ouvrages ou d'articles de référence ou si vous connaissez des sites web de qualité traitant du thème abordé ici, merci de compléter l'article en donnant les références utiles à sa vérifiabilité et en les liant à la section « Notes et références ».
John Francis McMartin est un acteur américain, né le 21 août 1929 à Warsaw (Indiana) et mort le 6 juillet 2016 à New York (arrondissement de Manhattan, État de New York).

## Biographie
Très actif au théâtre, John McMartin débute Off-Broadway dans la comédie musicale Little Mary Sunshine (en) (musique, lyrics et livret de Rick Besoyan), avec Eileen Brennan dans le rôle-titre, représentée 1 143 fois de novembre 1959 à septembre 1962. Son rôle du caporal Jester lui permet de gagner en 1960 un Theatre World Award.
Il tient son dernier rôle Off-Broadway de juin à août 2013, dans la pièce The Explorers Club de Nell Benjamin. Entretemps, citons Jules César de William Shakespeare en 1988, où il tient le rôle-titre, aux côtés d'Al Pacino (Marc Antoine) et Martin Sheen (Brutus).
À Broadway, il joue à partir de 1961, dans des pièces et comédies musicales. Mentionnons la pièce Children From Their Games d'Irwin Shaw, mise en scène par Sam Wanamaker (1963, avec Peggy Cass, Martin Gabel, Gene Hackman et Brenda Vaccaro), ainsi que les comédies musicales Sweet Charity (musique de Cy Coleman, 1966-1967, avec Gwen Verdon dans le rôle-titre), Follies (musique et lyrics de Stephen Sondheim, 1971-1972, avec Alexis Smith et Yvonne De Carlo), et Show Boat (musique de Jerome Kern, 1994-1997, avec Elaine Stritch).
Son dernier rôle à Broadway est dans la comédie musicale Anything Goes (musique et lyrics de Cole Porter), représentée 521 fois d'avril 2011 à juillet 2012.
Sa carrière au théâtre lui vaut plusieurs nominations et récompenses aux Tony Awards et aux Drama Desk Awards, dont le détail figure plus loin sous la rubrique « Distinctions ». Entre autres, grâce à son rôle de Sganarelle en 1972-1973 à Broadway, dans Dom Juan ou le Festin de pierre de Molière (avec Paul Hecht et Katherine Helmond), il obtient en 1973 une nomination au Tony Award du meilleur acteur dans un second rôle dans une pièce, et gagne un Drama Desk Award dans la même catégorie.
Au cinéma, John McMartin contribue à seulement dix-huit films, majoritairement américains. Le premier est Des clowns par milliers de Fred Coe (avec Jason Robards et Barbara Harris), sorti en 1965. Le dernier est Le Goût de la vie de Scott Hicks (avec Catherine Zeta-Jones et Aaron Eckhart), sorti en 2007. Son troisième film, musical, est Sweet Charity de Bob Fosse (1969), adaptation à l'écran de la comédie musicale éponyme pré-citée, où il reprend le rôle d'Oscar Lindquist qu'il avait créé, avec Shirley MacLaine remplaçant Gwen Verdon dans le rôle-titre.
Évoquons encore Tout l'or du ciel d'Herbert Ross (1981, avec Steve Martin et Bernadette Peters), L'Affaire Chelsea Deardon d'Ivan Reitman (1986, avec Robert Redford et Debra Winger), L'Antenne de Rob Sitch (film australien, 2000, avec Sam Neill et Kevin Harrington), et Dr Kinsey de Bill Condon (film germano-américain, 2004, avec Liam Neeson et Laura Linney).
Pour la télévision, John McMartin collabore à quarante-quatre séries dès 1958, dont Hawaï police d'État (deux épisodes, 1971), Arabesque (quatre épisodes, 1985-1991) et Oz (trois épisodes, 2000). Son ultime prestation au petit écran est dans un cinquième épisode, diffusé en 2009, de New York, police judiciaire (après quatre autres, à partir de 1992).
S'y ajoutent seize téléfilms entre 1963 et 2000, dont Day One de Joseph Sargent (1989), avec Brian Dennehy (général Groves) et David Strathairn (Robert Oppenheimer), lui-même personnifiant Arthur Compton.

## Théâtre (sélection)

### Off-Broadway
- 1959-1962 : Little Mary Sunshine, comédie musicale, musique, lyrics et livret de Rick Besoyan : Caporal Jester
- 1964 : Too Much Johnson, pièce de William Gillette : M. Billings
- 1977 : Le Misanthrope ou l'Atrabilaire amoureux (The Misanthrope) de Molière : Alceste
- 1988 : Jules César (Julius Caesar) de William Shakespeare : rôle-titre
- 2005 : Thrill Me : The Leopold & Loeb Story, comédie musicale dramatique, musique, lyrics et livret de Stephen Dolginoff : voix off
- 2006 : Grey Gardens, comédie musicale dramatique, musique de Scott Frankel, lyrics de Michael Korie, livret de Doug Wright : J. V. « Major » Bouvier / Norman Vincent Peale
- 2006 : Indian Blood, pièce d'A. R. Gurney : Le grand-père d'Eddie
- 2008-2009 : Saturn Returns, pièce de Noah Haidle : Gustin Novak à 88 ans
- 2013 (juin à août) : The Explorers Club, pièce de Nell Benjamin : Professeur Sloane

### Broadway
- 1961 : The Conquering Hero, comédie musicale, musique de Moose Charlap, lyrics de Norman Gimbel, livret de Larry Gelbart : Forrest Noble
- 1961 : Blood, Sweat and Stanley Poole, pièce de James et William Goldman : capitaine Mal Malcolm
- 1963 : Children From Their Games, pièce d'Irwin Shaw, mise en scène de Sam Wanamaker, décors d'Oliver Smith : Sidney Balzer
- 1963 : A Rainy Day in Newark, pièce d'Howard Teichmann : Edward L. Voorhees
- 1966-1967 : Sweet Charity, comédie musicale, musique de Cy Coleman, lyrics de Dorothy Fields, livret de Neil Simon, d'après le scénario du film Les Nuits de Cabiria (1957) de Federico Fellini, mise en scène et chorégraphie de Bob Fosse, costumes d'Irene Sharaff : Oscar Lindquist
- 1971-1972 : Follies, comédie musicale dramatique, musique et lyrics de Stephen Sondheim, livret de James Goldman, production d'Harold Prince, mise en scène de Michael Bennett et Harold Prince, chorégraphie de Michael Bennett : Benjamin « Ben » Stone
- 1972-1973 : Le Grand Dieu Brown (The Great God Brown), pièce d'Eugene O'Neill, mise en scène d'Harold Prince : Dion Anthony
- 1972-1973 : Dom Juan ou le Festin de pierre (Don Juan), pièce de Molière, adaptation et mise en scène de Stephen Porter : Sganarelle
- 1973-1974 : La Visite de la vieille dame (Der Besuch der alten Dame - The Visit), pièce de Friedrich Dürrenmatt, adaptation de Maurice Valency, mise en scène d'Harold Prince : Anton Schill
- 1973-1974 : Chemin de Fer (titre anglais), pièce de Georges Feydeau, adaptation de Suzanne Grossman et Paxton Whitehead : Fedot
- 1974 : Amour pour amour (Love for Love), pièce de William Congreve, mise en scène d'Harold Prince : Foresight
- 1974 : Le Jeu des rôles (Il gioco delle parti - The Rules of the Game), pièce de Luigi Pirandello, adaptation de William Murray : Leone Gala
- 1980 : Happy New Year, comédie musicale, musique et lyrics de Cole Porter, livret (et mise en scène) de Burt Shevelove, d'après la pièce Holiday de Philip Barry, costumes de Pierre Balmain : le narrateur
- 1982 : Solomon's Child, pièce de Tom Dulack : Allan
- 1982 : Potiche (A Little Family Business), pièce de Pierre Barillet et Jean-Pierre Grédy, adaptation de Jay Presson Allen, costumes de Theoni V. Aldredge : Ben
- 1989 : Artist Descending a Staircase, pièce de Tom Stoppard : Donner
- 1994-1997 : Show Boat, comédie musicale, musique de Jerome Kern, lyrics et livret d'Oscar Hammerstein II, d'après le roman éponyme d'Edna Ferber, mise en scène d'Harold Prince : cap'taine Andy
- 1998 : Haute Société (High Society), comédie musicale, musique et lyrics de Cole Porter, lyrics additionnels de Susan Birkenhead, livret d'Arthur Kopit, d'après la pièce The Philadelphia Story de Philip Barry : oncle Willie
- 2002 : Into the Woods, comédie musicale, musique et lyrics de Stephen Sondheim, livret (et mise en scène) de James Lapine : le narrateur / l'homme mystérieux
- 2006-2007 : Grey Gardens, comédie musicale (créée Off-Broadway en 2006 : voir ci-dessus), reprise : J. V. « Major » Bouvier / Norman Vincent Peale
- 2007-2008 : Is He Dead?, pièce de Mark Twain : papa Leroux
- 2010-2011 : A Free Man of Color, pièce de John Guare, décors de David Rockwell : Thomas Jefferson
- 2011-2012 : Anything Goes, musique et lyrics de Cole Porter, livret de Guy Bolton, P. G. Wodehouse, Howard Lindsay et Russel Crouse : Elisha J. Whitney

## Filmographie

### Cinéma (intégrale)

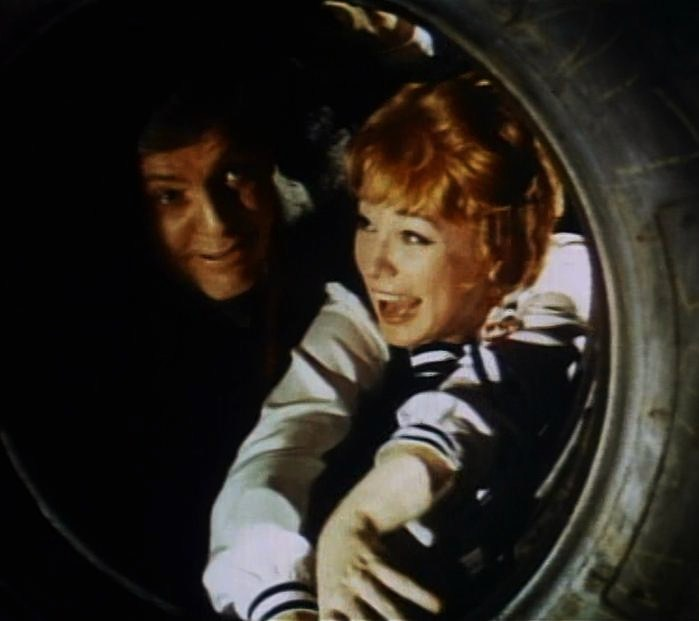
Avec Shirley MacLaine dans Sweet Charity (1969)

(films américains, sauf mention contraire ou complémentaire)
- 1965 : Des clowns par milliers (A Thousand Clowns) de Fred Coe : le producteur de télévision au bureau
- 1968 : L'Intrus magnifique (What's So Bad About Feeling Good?) de George Seaton : le maire
- 1969 : Sweet Charity de Bob Fosse : Oscar Lindquist
- 1976 : Les Hommes du président (All the President's Men) d'Alan J. Pakula : Scott, le rédacteur
- 1977 : Thieves de John Berry : Gordon
- 1980 : Brubaker de Stuart Rosenberg : le sénateur Charles Hite
- 1981 : Blow Out de Brian De Palma : Lawrence Henry
- 1986 : L'Affaire Chelsea Deardon (Legal Eagles) d'Ivan Reitman : Forrester
- 1986 : Native Son de Jerrold Freedman : M. Dalton
- 1986 : Dream Lover d'Alan J. Pakula : Martin
- 1987 : Who's That Girl de James Foley : Simon Worthington
- 1989 : Little Sweetheart d'Anthony Simmons (film britannique) : oncle David
- 1990 : Business oblige (A Shock to the System) de Jan Egleson : George Brewster
- 1995 : Tout l'or du ciel (Pennies from Heaven) d'Herbert Ross : M. Warner
- 1998 : Three Businessmen d'Alex Cox (film britannique) : l'homme d'affaires à Liverpool
- 2000 : L'Antenne (The Dish) de Rob Sitch (film australien) : l'ambassadeur américain Howard
- 2004 : Dr Kinsey (Kinsey) de Bill Condon (film germano-américain) : Huntington Hartford
- 2007 : Le Goût de la vie (No Reservations) de Scott Hicks : M. Peterson

### Télévision (sélection)
Séries
- 1964 : East Side/West Side
  - Saison unique, épisode 22 Take Sides with the Sun, épisode 23 The Name of the Game de Charles S. Dubin et épisode 24 Nothing But the Half Truth : Mike Miller
- 1970 : Docteur Marcus Welby (Marcus Welby, M.D.)
  - Saison 1, épisode 16 Fun and Games and Michael Ambrose de Daniel Petrie : John Ambrose
- 1971 : Hawaï police d'État (Hawaii Five-0)
  - Saison 3, épisodes 18 et 19 La Guerre des planches, 1re et 2e parties (F.O.B. Honolulu, Parts I & II) de Michael O'Herlihy : Ron Nicholson
- 1975 : Cannon
  - Saison 5, épisode 1 Vendetta (Nightmare) de Paul Stanley : Sénateur « Buck » Andrews
- 1981 : Pour l'amour du risque (Hart to Hart)
  - Saison 2, épisode 6 Une momie de trop (Murder Wrap) : Cole Morefield
- 1984-1986 : Magnum (Magnum, P.I.)
  - Saison 4, épisode 14 Rembrandt fait du camping (Rembrandt's Girl, 1984) de James Frawley : Bill Campbell
  - Saison 7, épisode 9 Magnum à la une (Novel Connection, 1986) : Jason Bryan
- 1985-1986 : Falcon Crest
  - Saison 5, épisode 10 Inconceivable Affairs (1985), épisode 11 Strange Bedfellows (1985) de Reza Badiyi, épisode 12 False Hope (1985), épisode 13 Fair Game (1986) de Stan Lathan, épisode 14 Conundrum (1986), épisode 15 Checkmate (1986) de Simon MacCorkindale, épisode 16 Collision Course (1986), et épisode 17 Shattered Dreams (1986) : Julian J. Roberts
- 1985-1991 : Arabesque (Murder, She Wrote)
  - Saison 1, épisode 16 Les durs ne meurent pas (Tough Guys Don't Die, 1985) de Seymour Robbie : Gavin Daniels
  - Saison 3, épisode 8 À chacun sa méthode (Magnum on Ice, 1986) : Jason Bryan
  - Saison 5, épisode 6 Les Bijoux de la couronne (Wearing of the Green, 1988) de Seymour Robbie : Hudson Blackthorn
  - Saison 8, épisode 9 Un club très privé (The Committee, 1991) : Winston Devermore
- 1987 : Les Craquantes (The Golden Girls)
  - Saison 2, épisode 18 Pardonnez-moi, mon père (Forgive Me, Father) : Le père Frank Leahy
- 1987-1989 : La Belle et la Bête (Beauty and the Beast)
  - Saison 1, épisode 1 Il était une fois (Once Upon a Time, 1987) de Richard Franklin, épisode 5 Masques (titre original, 1987) et épisode 22 Une joyeuse vie (A Happy Life, 1988) de Victor Lobl : Charles Chandler
  - Saison 2, épisode 12 Orpheline (Orphans, 1989) de Victor Lobl : Charles Chandler
- 1989 : Cheers
  - Saison 7, épisode 22 Le Psy lubrique (The Visiting Lecher) de James Burrows : Dr Lawrence Crandell
- 1992 : Les Sœurs Reed (Sisters)
  - Saison 3, épisode 11 Portrait d'artistes (Portrait of the Artists) de Michael Lange : J. D. Fitzway
- 1997-1998 : Les Anges du bonheur (Touched by an Angel)
  - Saison 3, épisode 28 L'Héritage (Inherit the Wind, 1997) de Michael Schultz : Edward Breeley
  - Saison 5, épisode 6 La Dame du lac (Lady of the Lake, 1998) : Earl
- 2000 : Oz
  - Saison 4, épisode 2 Nécrologie (Obituaries) et épisode 3 La Déclaration des injustices (The Bill of Wrongs) : Lars Nathan
- 2001 : Les Chroniques de San Francisco (Further Tales of the City)
  - Saison 1, épisodes 1, 2 et 3 (sans titres) : Royal Reichenbach
- 1992-2009 : New York, police judiciaire (Law and Order)
  - Saison 2, épisode 14 Un sang révélateur (Blood Is Thicker..., 1992) : Larry Webber
  - Saison 4, épisode 5 Justice à deux vitesses (Black Tie, 1993) : Larry Webber
  - Saison 9, épisode 18 Un secret bien gardé (Juvenile, 2005) : M. Hagaman
  - Saison 16, épisode 20 Vrai ou faux ? (Kingmaker, 2006) : Ron Grayson
  - Saison 20, épisode 10 L'Âme du quartier (Shotgun, 2009) de Roger Young : Julian Hayworth

Téléfilms
- 1970 : Ritual of Evil de Robert Day : Edward Bolander
- 1975 : Fear on Trial de Lamont Johnson : Tom Murray
- 1976 : The Fatal Weakness de Norman Lloyd : rôle non-spécifié
- 1978 : The Defection of Simas Kudirka (en) de David Lowell Rich : Phillip Chadway
- 1979 : Butterflies de James Burrows : Ben Parkinson
- 1983 : The Last Ninja de William A. Graham : M. Cosmo
- 1986 : Murrow de Jack Gold : Frank Stanton
- 1988 : Roots : The Gift de Kevin Hooks : Edmund Parker Sr.
- 1989 : Day One de Joseph Sargent : Dr Arthur Compton
- 1991 : Separate But Equal de George Stevens Jr. : Gouverneur James F. Byrnes
- 1992 : Citizen Cohn de Frank Pierson : Le vieux médecin
- 2000 : H.U.D. de David Zucker : Beacon

## Distinctions

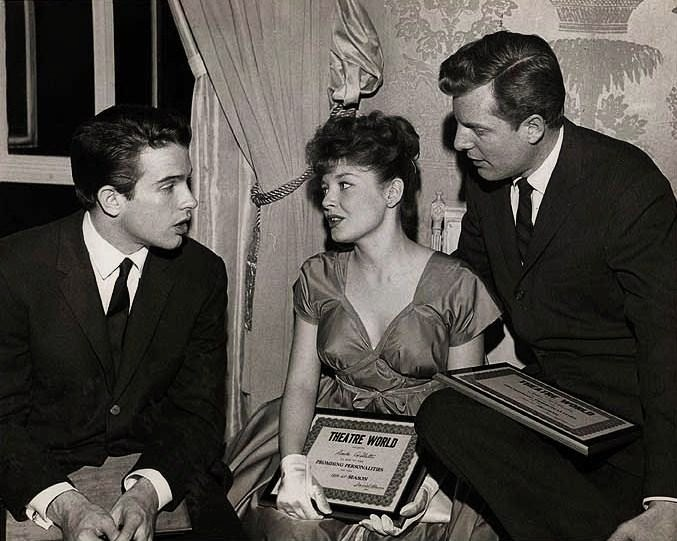
De g. à d. : Warren Beatty, Anita Gillette et John McMartin à la remise des Theatre World Awards en 1960.

### Nominations
- Cinq Tony Awards :
  - 1966 : du meilleur acteur dans un second rôle dans une comédie musicale, pour Sweet Charity ;
  - 1973 : du meilleur acteur dans un second rôle dans une pièce, pour Dom Juan ou le Festin de pierre ;
  - 1995 : du meilleur acteur dans une comédie musicale, pour Show Boat ;
  - 1998 : du meilleur acteur dans un second rôle dans une comédie musicale, pour Haute Société ;
  - 2002 : du meilleur acteur dans une comédie musicale, pour Into the Woods.
- Deux Drama Desk Awards :
  - 1998 : du meilleur acteur dans un second rôle dans une comédie musicale, pour Haute Société ;
  - 2006 : du meilleur acteur dans un second rôle dans une comédie musicale, pour Grey Gardens.

### Récompenses
- 1960 : Theatre World Award, pour Little Mary Sunshine.
- 1973 : deux Drama Desk Awards du meilleur acteur dans un second rôle dans une pièce, pour Dom Juan ou le Festin de pierre et Le Grand Dieu Brown.